# Junonia infracta
Junonia infracta är en fjärilsart som beskrevs av Butler 1888. Junonia infracta ingår i släktet Junonia och familjen praktfjärilar. Inga underarter finns listade i Catalogue of Life.